# السويجة
قرية السويجة وهي قرية تتبع مدينة هبهب وتقع في محافظة ديالى شرق العراق.